# Ala-Kuohunki
Ala-Kuohunki eller Ala Kuohunkijärvi är en sjö i Finland. Den ligger i kommunen Rovaniemi i landskapet Lappland, i den norra delen av landet, 700 km norr om huvudstaden Helsingfors. Ala-Kuohunki ligger 117 meter över havet.Arean är 53,3 hektar och strandlinjen är 3,64 kilometer lång. Sjön  ingår i Kemi älvs huvudavrinningsområde. 